# Betty (アルバム)
『Betty／KYOKO V』（ベティ）は、小泉今日子の5枚目のオリジナル・アルバム。1984年7月21日にビクター音楽産業から発売された。

## 概要
帯コピー：チャーチ―なサウンド、ビビッド今日子!!
シングル曲は1曲も含まれておらず、作曲の全てを筒美京平が担当したコンセプト・アルバム。編曲は全曲船山基紀が担当。当時最新鋭であったシンセサイザー・フェアライトCMIが導入され、全編に亘るコンピューター・サウンドが特徴的な作品となっている。LP版・CD版（初版VDR-33のみ）ではジャケットが異なる。
同時期、本作とリンクした『Timeless World』と題されたコンセプト・ビデオグラムも発売され「渚のはいから人魚」「迷宮のアンドローラ」など、本作には未収録のシングル表題曲が収録されている。
本作の発売直後から、全国33都市を巡る夏のコンサートツアー『時計のいらない夏 ～Timeless Summer～』が開催された。
2008年5月21日には、カセット企画『SEPARATION KYOKO』に収録されたのみで未CD化となっていた楽曲や、あんみつ姫名義でリリースされた「クライマックス御一緒に」、「風のマジカル」「DUNK(男区)」といったオリジナル・アルバム未収録曲などが追加収録された『Betty+5』が紙ジャケット仕様でリリースされた。
小泉にとって39回目のデビュー記念日である2021年3月21日に開催された配信ライブ「唄うコイズミさん 筒美京平リスペクト編」では、本作より「今をいじめて泣かないで」「バナナムーンで会いましょう」が披露された。

## 収録曲

### LP／CT
| 全作曲: 筒美京平、全編曲: 船山基紀。 |                                         |           |            |      |
| #                                    | タイトル                                | 作詞      | 作曲・編曲 | 時間 |
| 1.                                   | 「素敵にNight Clubbing」                | 森雪之丞  | 筒美京平   | 4:16 |
| 2.                                   | 「天然色のロケット」                    | 松本隆    | 筒美京平   | 3:40 |
| 3.                                   | 「夜風にコールミー 素肌にコールガール」 | 銀色夏生  | 筒美京平   | 4:02 |
| 4.                                   | 「哀愁ボーイ」                          | 銀色夏生  | 筒美京平   | 4:11 |
| 5.                                   | 「13日の金曜日」                        | 森雪之丞  | 筒美京平   | 3:41 |
| 合計時間:                            | 合計時間:                               | 合計時間: | 19:50      |      |

| #         | タイトル                       | 作詞      | 作曲・編曲 | 時間 |
| --------- | ------------------------------ | --------- | ---------- | ---- |
| 1.        | 「今をいじめて泣かないで」     | 銀色夏生  |            | 4:18 |
| 2.        | 「プレゼンテーション」         | 康珍化    |            | 4:44 |
| 3.        | 「好きにして」                 | 康珍化    |            | 4:14 |
| 4.        | 「ラブコールをアンコール」     | 康珍化    |            | 3:09 |
| 5.        | 「バナナムーンで会いましょう」 | 康珍化    |            | 4:27 |
| 合計時間: | 合計時間:                      | 合計時間: | 20:52      |      |

### Betty+5
- 2008年5月21日発売。全曲デジタルリマスター盤・紙ジャケット仕様。新たに5曲がボーナス・トラックとして追加収録された[6][8]。

| 全作曲: 筒美京平、全編曲: 船山基紀。 |                                         |          |            |      |
| #                                    | タイトル                                | 作詞     | 作曲・編曲 | 時間 |
| 1.                                   | 「素敵にNight Clubbing」                | 森雪之丞 | 筒美京平   | 4:16 |
| 2.                                   | 「天然色のロケット」                    | 松本隆   | 筒美京平   | 3:40 |
| 3.                                   | 「夜風にコールミー 素肌にコールガール」 | 銀色夏生 | 筒美京平   | 4:02 |
| 4.                                   | 「哀愁ボーイ」                          | 銀色夏生 | 筒美京平   | 4:11 |
| 5.                                   | 「13日の金曜日」                        | 森雪之丞 | 筒美京平   | 3:41 |
| 6.                                   | 「今をいじめて泣かないで」              | 銀色夏生 | 筒美京平   | 4:18 |
| 7.                                   | 「プレゼンテーション」                  | 康珍化   | 筒美京平   | 4:44 |
| 8.                                   | 「好きにして」                          | 康珍化   | 筒美京平   | 4:14 |
| 9.                                   | 「ラブコールをアンコール」              | 康珍化   | 筒美京平   | 3:09 |
| 10.                                  | 「バナナムーンで会いましょう」          | 康珍化   | 筒美京平   | 4:27 |

| #         | タイトル                                     | 作詞       | 作曲             | 編曲       | 時間  |
| --------- | -------------------------------------------- | ---------- | ---------------- | ---------- | ----- |
| 11.       | 「パイナップル・フィーリング」               | 森雪之丞   | タケカワユキヒデ | 佐久間正英 | 3:13  |
| 12.       | 「星にリボンをつけて」                       | 田代雅裕   | 田代雅裕         | 松井忠重   | 4:09  |
| 13.       | 「クライマックス御一緒に」(″あんみつ姫″名義) | 森雪之丞   | 井上大輔         | 井上大輔   | 3:23  |
| 14.       | 「風のマジカル」                             | 湯川れい子 | NOBODY           | 鷺巣詩郎   | 4:07  |
| 15.       | 「DUNK(男区)」                               | 松本隆     | 筒美京平         | 船山基紀   | 2:50  |
| 合計時間: | 合計時間:                                    | 合計時間:  | 合計時間:        | 合計時間:  | 58:47 |

### 曲解説
1. パイナップル・フィーリング
1983年にリリースされたカセット企画『SEPARATION KYOKO』収録曲。本作で初CD音源化となった。
2. 星にリボンをつけて
1983年にリリースされたカセット企画『SEPARATION KYOKO』収録曲。1985年のベスト・アルバム『Do You Love Me』にも収録されている。
3. クライマックス御一緒に
″あんみつ姫″名義で発売された8thシングル表題曲。フジテレビ系ドラマ「あんみつ姫」主題歌。
4. 風のマジカル
9th両A面シングル「渚のはいから人魚/風のマジカル」。映画「ドラえもん のび太の魔界大冒険」主題歌。
5. DUNK(男区)
10th両A面シングル「迷宮のアンドローラ/DUNK」。集英社「DUNK」イメージソング。